# Française
Française es una película del año 2008.

## Sinopsis
Sofia, nacida en Francia de padres magrebíes, vive una infancia feliz en un suburbio parisino. Pero su padre echa de menos su país y decide regresar con su familia a Marruecos. Sofia se encuentra de pronto en una granja marroquí. Solo tiene diez años y decide que aprobará siempre los exámenes para poder volver a Francia cuando cumpla los dieciocho. Pero la vida está llena de sorpresas…

## Premios
- Rotterdam International Film Festival (2009)
- Dubaï International Film Festival (2008)